# Megalastrum aureisquama
Megalastrum aureisquama là một loài dương xỉ trong họ Dryopteridaceae. Loài này được M. Kessler & A.R. Sm. mô tả khoa học đầu tiên năm 2006.